# Elżbieta Zofia meklemburska
Elżbieta Zofia meklemburska (ur. 20 sierpnia 1613, zm. 2 lipca 1676) – księżniczka meklemburska. 
Była córką Jana Albrechta II i jego żony Małgorzaty.
W 1635 roku poślubiła księcia Brunszwiku Augusta Młodszego. Narodziło się im troje dzieci:
- Ferdynand Albert
- Maria
- Franciszek